# Kurohyō: Ryū ga Gotoku Shinshō
Kurohyō: Ryū ga Gotoku Shinshō (クロヒョウ　龍が如く新章, littéralement « La Panthère noire : Comme un dragon - Nouveau Chapitre »), est un jeu vidéo d'action-aventure développé par syn Sophia (anciennement AKI Corporation) et édité par Sega, sorti en 2010 sur la console PlayStation Portable. Le jeu est un spin-off de la série Yakuza. Une adaptation du jeu en drama a été diffusée entre le 5 octobre 2010 et le 21 décembre 2010 sur TBS.

## Synopsis
L'histoire se passe à Kamurocho, un quartier de Tokyo. Ukyo Tatsuya est un jeune délinquant qui ne sait s’exprimer que par la violence. Ce jeune chien fou au survêtement noir et or va se voir contraint par un odieux chantage à combattre dans une arène clandestine. S'il veut s'en sortir, il devra enchaîner dix victoires tout en recherchant le moyen de se sortir de cette situation.

## Système de jeu
Les contrôles et les mouvements sont très proches du jeu Def Jam: Fight for NY.
Aucune barre de vie n'est visible à l'écran. Ce sont les taches de sang autour de l'écran ainsi que le comportement du personnage qui indique l'état de santé du héros. Le personnage dispose également d'une jauge d'endurance, rappelant les différents jeux de catch développés par le studio.
Les différents modes de jeu sont :
- Tag Match - Deux contre deux en équipe. Le principe ici est de coopérer avec ses coéquipiers pour déterminer quand concentrer les attaques sur un adversaire et quand aider un coéquipier. Les joueurs peuvent être des humains ou le CPU.
- Dogeza Battle - Une bataille royale pour 2 à 4 joueurs. Le premier joueur à être vaincu doit s'agenouiller devant le joueur gagnant.
- Team Battle - Deux joueurs créaient une équipe composée de cinq voyous. La première équipe à accumuler trois victoires gagne le match.

## Commercialisation
Lors de sa sortie au Japon le jeu a bénéficié d'une édition Premium nommée Toshihiro Nagoshi Produce Premium Box. C'est bien le producteur de la série, Toshihiro Nagoshi, qui s'est chargé de la concevoir. Cette édition comprend :
- une sacoche en imitation crocodile pour ranger sa PSP
- un UMD du clip de la chanson Muppet, tirée du jeu
- un chiffon pour nettoyer l'écran de la console
- un boîtier spécial portant la signature du producteur en lettres d'or

Au 16 août 2014, le jeu s'est écoulé à 290 000 exemplaires.